# Всеобщие выборы в Занзибаре (июнь 1961)
Всеобщие выборы, проведенные в Занзибаре в июне 1961, после не позволивших сформировать правительство, выборов в январе. Во избежание повторного тупика был создан еще один избирательный округ на острове Пемба. Националистическая партия Занзибара и Афро-ширазийская партия получили по 10 мест, несмотря на то, что АШП получила 50 % голосов избирателей, а НПЗ только 35 %. Оставшиеся 3 места получила Народная партия Занзибара и Пембы. НПЗ и НПЗБ сформировали коалиционное правительство.
Из 94,128 зарегистрированных избирателей проголосовало 90,595, составив явку в 96,15 %.

## Результаты
| Партии                              | Голоса | %    | Места |
| ----------------------------------- | ------ | ---- | ----- |
| Афро-ширазийская партия             |        | 49.9 | 10    |
| Националистическая партия Занзибара |        | 35   | 10    |
| Народная партия Занзибара и Пембы   |        | 13.7 | 3     |
| Другие                              |        | 1.4  | 0     |
| Всего                               | 90,595 | 100  | 23    |
| Source: EISA                        |        |      |       |